# Климов, Александр Игнатьевич
Алекса́ндр Игна́тьевич Кли́мов (31 августа [12 сентября] 1898, Кустанай, Тургайская область — 22 июня 1974, Ленинград) ― советский дирижёр, педагог и общественный деятель. Заслуженный деятель искусств Таджикской ССР (1945) и Украинской ССР (1949).

## Биография
Учился на филологическом факультете Киевского университета (окончил в 1925 году), затем ― в Киевском высшем музыкально-драматическом институте (класс дирижирования В. Бердяева, окончил в 1928 г.). После кратковременного периода преподавания в Киеве работал дирижёром в Тирасполе (1931―1933), Донецке (1933), Саратове (1934―1937), Харькове (1937―1940), Одессе (1940―1941). Находясь в эвакуации, руководил симфоническим оркестром УССР и Таджикским оперным театром. После окончания войны Климов стал дирижёром Одесского оперного театра и профессором Одесской консерватории, а также возглавлял Симфонический оркестр Одесской филармонии. С 1948 по 1954 гг. был директором Киевской консерватории. С 1954 по 1961 гг. возглавлял Киевский театр оперы и балета, в 1961―1967 годах ― театр имени Кирова в Ленинграде.
Заслуженный деятель искусств Таджикской ССР (1945) и Украинской ССР (1949).
Сын Валерий Климов ― скрипач, лауреат Первого конкурса имени Чайковского.

## Награды
- орден Ленина (24.11.1960)
- орден Трудового Красного Знамени (30.06.1951)[2]
- Заслуженный деятель искусств Украинской ССР (1949)
- Заслуженный деятель искусств Таджикской ССР (1945)